# Платанар дел Тесгвино (Конкордија)
Платанар дел Тесгвино (шп. Platanar del Tesgüino) насеље је у Мексику у савезној држави Синалоа у општини Конкордија. Насеље се налази на надморској висини од 960 м.

## Становништво
Према подацима из 2010. године у насељу је живео 1 становник.

### Хронологија
| Година       | 2000         | 2005        | 2010 |
| ------------ | ------------ | ----------- | ---- |
| Становништво | 54 (30 / 24) | 15 (10 / 5) | 1    |

### Попис
| # | Индикатор                     | Вредност |
| - | ----------------------------- | -------- |
| 1 | Укупно домаћинстава           | 1        |
| 2 | Укупно насељених домаћинстава | 1        |
| 3 | Величина локације             | 1        |